# Giacomo Oreglia
Giacomo Oreglia (Mondovì, 1924 – Stoccolma, 12 novembre 2007) è stato uno scrittore, poeta e traduttore italiano.

## Biografia
Laureatosi all'Università di Torino, si trasferì in Svezia nel 1949, grazie a una borsa di studio; nel Paese scandinavo fondò una casa editrice, l'Italica, attraverso la quale contribuì alla diffusione delle opere di vari autori italiani in Svezia. In Svezia insegnò letteratura italiana e storia del teatro all'Istituto Italiano di Cultura e all'Università di Stoccolma; proprio l'ateneo della capitale svedese gli conferì una laurea honoris causa. Per la traduzione di Dikter (poesie) di Edfelt vinse il IX Premio Monselice per la traduzione letteraria (1979).

## Opere

### Curatele
- Italienska utan språkstudier : med angivande av uttalet, Stoccolma, 1949 (con Karin Thomson)
- Italienska berättare från Boccaccio till Moravia: en antologi, Stoccolma, Bonnier, 1952
- Italienska noveller, Stoccolma, Geber, 1961
- Poesia svedese, Milano, Lerici, 1966
- Dizionario tascabile Italiano-svedese, svedese-italiano, Stoccolma, Wahlström & Widstrand, 1992

### Poesia
- Dante anarca e i suoi sei maestri, Pesaro, Pergola, 1990

### Saggi

#### In italiano
- Pagine di prosa e poesia italiana dalle origini ai contemporanei, Stoccolma, Norstedt, 1952 (con Edvin Lagman)
- Cinque ore in casa O'Neill, Torino, Industria Libraria Tipografica, 1956
- La commedia dell'arte, Stoccolma, Sveriges radio, 1961
- Ingmar Bergman: Sei film, Torino, Einaudi, 1979

#### In svedese
- Dante Alighieri, Den gudomliga komedin, Stoccolma, 1966
- Dante: liv, verk &samtid, Stoccolma, Carlosson, 1991
- Roma brucia!, Stoccolma, Almlöf, 1997

### Traduzioni

#### In italiano
- Ingvar Andersson, Storia della Svezia, Stoccolma, Istituto Svedese, 1953
- Artur Lundkvist, Dikter, Stoccolma, Italica, 1960
- Pär Fabian Lagerkvist, Barabba, Roma, Casini, 1962
- Harry Martinson, Dikter, Stoccolma, Italica, 1964
- Gunnar Ekelöf, Dikter, Stoccolma, Italica, 1966
- Karl Vennberg, Dikter, Stoccolma, Italica, 1966
- August Strindberg, Notti di sonnambulo ad occhi aperti, Torino, Einaudi, 1974
- Harry Martinson, Le erbe nella Thule, Torino, Einaudi, 1975
- Johannes Edfelt, Dikter, Stoccolma-Roma, Italica, 1978
- Harry Martinson, Le opere, Torino, UTET, 1978
- Lars Gustafsson, Dikter, Roma, Italica, 1980
- Lars Forssell, Poesie, Firenze, Passigli, 1990
- Lars Gustafsson, Poesie, Firenze, Passigli, 1997
- Tomas Tranströmer, Poesie, Recanati, Centro Nazionale studi leopardiani, 1999
- Artur Lundkvist, Il poeta nel vento e altre poesie, Firenze, Passigli, 2000

#### In svedese
- Vittorio Alfieri, Mitt liv, Stoccolma-Roma, Italica, 1973
- Tommaso Campanella, La città del sole, Stoccolma-Roma, Italica, 1974
- Ruzzante, Dialoghi, Stoccolma-Roma, Italica, 1976 (anche curatela)